# Svartesjö, Skåne
Svartesjö är en sjö i Ängelholms kommun i Skåne och ingår i Rönne ås huvudavrinningsområde.